# Ciucea, Cluj
Ciucea (în maghiară Csucsa) este satul de reședință al comunei cu același nume din județul Cluj, Transilvania, România.
Aici se află Casa Memorială (Conacul) Octavian Goga. 

## Date geografice
Localitatea Ciucea, situată la 72 km de Cluj-Napoca și 78 km față de municipiul Oradea, se învecinează cu satele Negreni la vest, cu Poieni la sud și cu Vânători la nord și est.
Așezarea se află la intersecția munților Meseșului, Plopișului și Vlădesei, fiind parcursă de valea Crișului Repede.

## Secvențe istorice
O știre de ziar din 1893 ne informează că "Dl. Nicolae Maer învățător în Ciucea s-a logodit cu dșoara Susana A. Pop din Stârciu [Sălaj-n.n.]"

## Demografie
La 1 iulie 2007, localitatea avea o populație de peste 1.254 de locuitori. 

## Obiective turistice
- Conacul Octavian Goga

## Personalități
- Octavian Goga - prim-ministru al Regatului României (1937-1938), academician și poet.
- Ady Endre - poet.

## Galerie de imagini

Comuna Ciucea şi satele componente
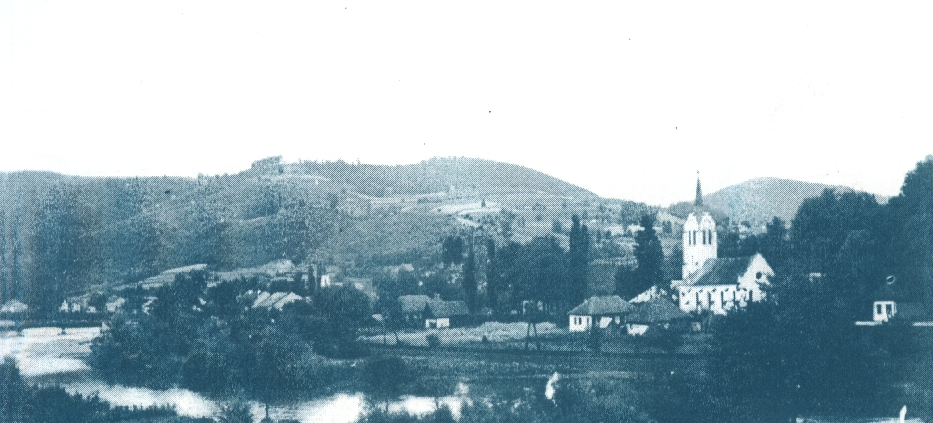
Ciucea - în anul 1938
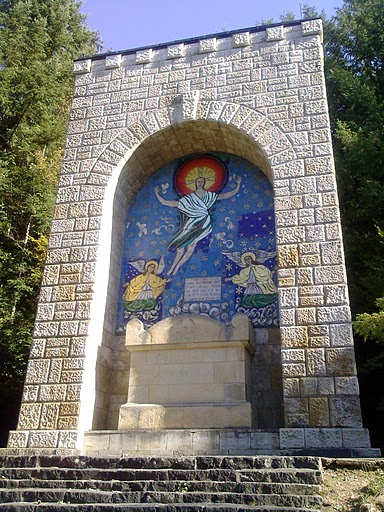
Mausoleul Iubirii (Conacul Octavian Goga)
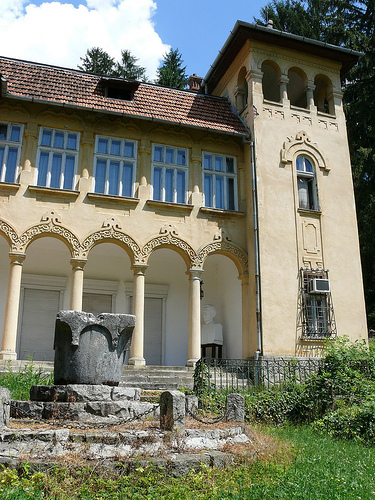
Ciucea Conacul Octavian Goga
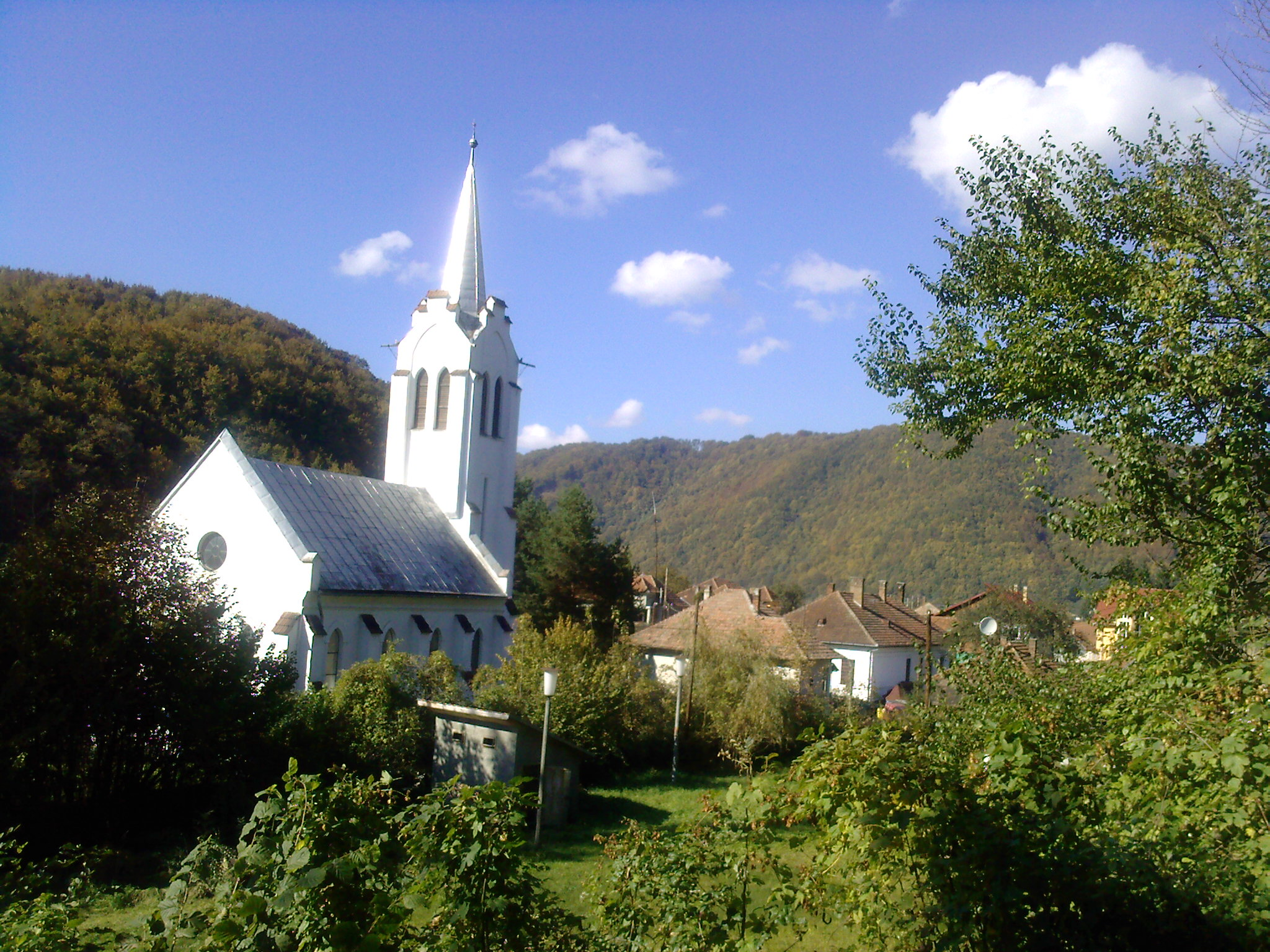
Vedere din satul Ciucea